# 宍喰町立角坂小学校
宍喰町立角坂小学校（ししくいちょうりつ かくさかしょうがっこう）は、徳島県海部郡海陽町（閉校当時は、宍喰町）角坂字南ノ内49番地の1にあった公立小学校。
1983年（昭和58年）3月31日に閉校となった。
閉校後、正門と石碑と校舎がある。グラウンドは、角坂山村広場となっている。

## 概要

### 基礎データ
全校生徒数
- 220人（1942年当時）[1]

最寄駅
- 阿佐海岸鉄道阿佐東線宍喰駅（閉校当時は、日本国有鉄道牟岐線海部駅）

## 沿革
- 1880年（明治13年） - 設立。
- 1983年（昭和58年） - 閉校。

## 関連学校
- 海陽町立宍喰小学校（閉校当時は、宍喰町立宍喰小学校）
- 海陽町立宍喰中学校（閉校当時は、宍喰町立宍喰中学校）